# Warren Whiteley
Warren Roger Whiteley (Durban, 18 de septiembre de 1987) es un jugador sudafricano de rugby que se desempeña como octavo y juega en los Lions del Super Rugby. Es internacional con los Springboks desde 2014.

## Carrera
Whiteley es el capitán de los Lions desde el Super Rugby 2014, cuando los equipos volvieron a presentarse a la competencia. El equipo llegó a dos finales en 2016 y 2017, que fueron derrotas ante los Hurricanes y los Crusaders respectivamente.

## Selección nacional
Heyneke Meyer lo convocó a los Springboks para disputar los test matches de mitad de año 2014 y debutó contra Les Bleus.
Es titular en su selección. En total lleva 23 partidos jugados y tres tries marcados (15 puntos).

## Palmarés
- Campeón de la Currie Cup de 2008, 2011 y 2015.